# 约翰·桑德布卢姆
约翰·桑德布卢姆（瑞典語：John Sandblom，1871年7月5日—1948年7月24日），瑞典前男子帆船运动员。他曾代表瑞典参加1928年夏季奥林匹克运动会帆船比赛，获得8米级铜牌。